# Хрома
Хро́ма (якут. Хрома) — река на северо-востоке Якутии.
Длина — 685 км, площадь бассейна — 19 700 км². Образуется при слиянии рек Тэмтэкэн и Немалак-Арангас, стекающих с хребта Полоусный кряж. Высота истока — 88 м над уровнем моря. Течёт по Яно-Индигирской низменности. Впадает в Хромскую губу Восточно-Сибирского моря. Питание снеговое и дождевое. Замерзает в конце сентября, вскрывается в конце мая. Перемерзает. Основной приток слева — Урюнг-Улах. В бассейне реки множество озёр, наиболее крупные: Солунтах, Усун-Улах-Тубата, Туоран-Кюёль, Урюнг-Улах, Сюрюктях, Холоруктах.
В 2009 году в Аллаиховском улусе на высоте около 9 метров от уровня воды и приблизительно в 2 метрах ниже кровли берегового склона был найден хромский мамонт (мамонтёнок Хрома или Игорь), погибший в возрасте 6-7 месяцев. Длина тела составляет 158,5 см, высота в холке — 60 см, вес — около 100 кг).

## Данные водного реестра
По данным государственного водного реестра России и геоинформационной системы водохозяйственного районирования территории РФ, подготовленной Федеральным агентством водных ресурсов:
- Бассейновый округ — Ленский
- Речной бассейн — Индигирка
- Речной подбассейн — отсутствует
- Водохозяйственный участок — Реки бассейна Восточно-Сибирского моря от мыса Святой Нос на западе до границы бассейна реки Индигирки на востоке